# Testament agi (film)
Testament agi (węg. A koppányi aga testamentuma) – węgierski film płaszcza i szpady z 1967 roku w reżyserii Évy Zsurzs na podstawie powieści Istvána Fekete pod tym samym tytułem.
Polska premiera odbyła się w grudniu 1968 roku wraz z krótkometrażowym dokumentem Mistrz szuka następcy WFD.

## Fabuła
Węgry, rok 1585. Trwające ponad pół wieku panowanie Osmanów i Habsburgów coraz bardziej rujnuje kraj. Raz po raz dochodzi do krwawych potyczek między węgierskimi szlachcicami a rozzuchwalonymi Turkami i oddziałami wojsk zaciężnych Austrii.
Gáspár Babocsai, właściciel zamku Bezseny i okolicznych ziem staje do pojedynku na szable z tureckim agą Oglu, uznawanym za niepokonanego. Ginie on w starciu, wobec czego jego syn – László poprzysięga zemstę. Udaje się do zamku Fonyódi, by uczyć się fechtunku pod okiem kapitana Csomaia. Nie podoba się to jego matce, Sarze obawiającej się o życie syna. Jednego dnia László i jego przyjaciel Márkó ratują turecki tabor przed żołnierzami z Walonii w służbie austriackiej. Po ich wypędzeniu László wpada w oko jeden z pasażerów w postaci pięknej dziewczyny.
W rocznicę śmierci Gáspára László zostaje wyzwany przez Oglu na pojedynek, na który przystaje. Odbywa się zacięta walka, którą wygrywa László śmiertelnie raniąc Oglu. Gdy zaniepokojona Sara przybywa na miejsce, konający Oglu powierza László swój majątek i zamek w Koppányi, a swą córkę Dusmátę oddaje pod opiekę jego matki. W Koppányi gdy Laszlo przejmuje kosztowności z skarbca, ze zdumieniem rozpoznaje w Dusmácie piękną dziewczynę, którą ocalił z rąk walońskich najemników. Dusmáta wyprowadza się do Bezseny i rozpoczyna służbę, gdzie Sara, która nazywa ją Zsuzsą.
Tymczasem walońscy najemnicy i ich podstępny kapitan Kales dowiadują się o skarbie agi i postanawiają go zdobyć dla siebie. Zastępca Kalesa, Borgó wraz z swymi ludźmi udaje się do Bezseny, gdzie zostają przegonieni przez László i służbę. Wobec tego László i Dusmáta ukrywają kosztowności na bagnach. Kales nie daje za wygraną i wraz z Borgó atakują wracających z Fonyódi László i jego towarzyszy. Markó udaje się zbiec i dociera na bagna, gdzie ukrywa się Dusmáta towarzystwie młodych służących – Aisy i Szinana. Kales więzi László w lochach, by zmusić do ujawnienia miejsca skarbu.
Csomai zakrada się do osmańskiej warowni chcąc wykraść róże z ogrodu dla Sáry, w której od dawna się podkochuje. Zostaje przyłapany na uczynku, ale wyjaśniając swe motywy darowana jest mu wina. Udając się do Bezseny dowiaduje się o pojmaniu László i organizuje wyprawę ratunkową. Nocą zostaje zniweczony plan Borgó i jego ludzi chcących wysadzić Bezseny, gdzie ukryty Szinan zabija z łuku Borgó. Następnego dnia Csomai i jego towarzysze w przebraniach udają się do twierdzy Walończyków, gdzie uwalniają wycieńczonego László i dwóch innych więźniów.
Kales dociera na bagna, gdzie próbuje wyrwać z rąk Dusmáty ukryty kufer z kosztownościami. W porę przybywa László i staje do walki z Kalesem. Kończy się tym, że Laszlo zmuszony jest oddać kufer Kalesowi grożącemu zabiciem obezwładnionej Dusmáty. Kales podpala kryjówkę i chce uciec łodzią, która obciążona kufrem przewraca się, on zaś ginie tonąc w bagnie. László udaje się uratować Dusmátę i Aisę, i w towarzystwie Csomaia wracają do Bezseny.

## Obsada[1]
- Péter Benkő – László Babocsai
- Klári Tolnay – Sára Babocsai
- Ferenc Bessenyei – kapitan Ferenc Csomai
- Várhegyi Teréz – Dusmáta / Zsuzsa
- Ádám Szirtes – Márkó Bogics
- Gábor Mádi Szabó – kapitan Rudolf Kales
- István Iglódi – Miklós
- László Inke – Borgó
- Gyula Benkő – Gáspár Babocsai
- János Csányi – Oglu
- József Képessy – Oglu (głos)
- Sándor Siménfalvy – stary Máté
- István Balogh – młody Máté
- András Szigeti – Otto
- Bodrogi Gyula – Jóska
- Ági Szirtes – Aisa
- László Tompa – Szinan
- Ferenc Dávid Kiss – Szahin
- Ildikó Pécsi – Örzse
- László Csákányi – stary janczar
- János Horkai – fryzjer
- József Horváth – więzień
- Suka Sándor – Dellini
- János Makláry – stary młynarz
- András Ambrus – chłop
- József Konrád – Rimbás
- János Gálcsiki – Spion
- Sandor Kőmíves – Kádi

## Wersja polska
Wersja polska: Studio Opracowań Filmów w Warszawie

Reżyseria: Jerzy Twardowski

Wystąpili:
- Jerzy Rogowski – László Babocsai
- Małgorzata Lorentowicz – Sára Babocsai
- Zbigniew Kryński – kapitan Ferenc Csomai
- Hanna Łubieńska – Dusmáta / Zsuzsa
- Tadeusz Czechowski – Márkó Bogics
- Czesław Jaroszyński – Gáspár Babocsai
- Zdzisław Salaburski – Oglu
- Leonard Pietraszak – Miklós